# Yogyakarta
Yogyakarta (jaw. ꦔꦪꦺꦴꦒꦾꦏꦂꦠ, Ngayogyakarta) – miasto w Indonezji w środkowej części Jawy u podnóża wulkanu Merapi, zwane potocznie Yogya. Ośrodek administracyjny okręgu wydzielonego Yogyakarta.
Współrzędne geograficzne 7°47′S 110°22′E/-7,783333 110,366667; 431,9 tys. mieszkańców (2019).

## Historia
Do 1755 r. miasto należało do sułtanatu Mataram, po jego podziale powstał m.in. sułtanat Yogyakarta, który później stał się protektoratem holenderskim. W czasie II wojny światowej pod okupacją japońską, w latach 1946–1950 pełniło czasowo funkcję stolicy Indonezji, gdyż Batawia była okupowana przez Holandię. 27 maja 2006 miasto ucierpiało w wyniku trzęsienia ziemi o sile 6,2 stopnia w skali Richtera.

## Przemysł
Miasto położone w najżyźniejszym rejonie Jawy.

### Uprawy
- trzcina cukrowa
- ryż
- tytoń

### Przemysł
- włókienniczy
- spożywczy
- skórzany
- farmaceutyczny
- meblarski

## Sztuka
Ważny ośrodek sztuki jawajskiej (batiki, maski, wyroby ze srebra, balet, teatr)

## Szkolnictwo
Siedziba wielu uczelni wyższych, najbardziej znane to Universitas Gadjah Mada (zał. 1949) i Universitas Islam Indonesia (zał. 1945).

## Zabytki
Najważniejszym zabytkiem jest pałac sułtański Keraton z XVIII wieku.
W pobliżu miasta (18 km) znajduje się jeden z najważniejszych zabytków Indonezji – zespół świątyń Prambanan. Także niedaleko (42 km) znajduje się największa buddyjska świątynia na świecie Borobudur.

## Miasta partnerskie
- Gangbuk, Korea Południowa
- Baalbek, Liban
- Huế, Wietnam
- Hefei, Chińska Republika Ludowa
- Kioto, Japonia